# مهیار منشی‌پور
| مهیار منشی‌پور   | مهیار منشی‌پور                        |
| --------------- | ------------------------------------ |
|                 |                                      |
| نام مستعار      | تایسون کوچولو                        |
| وزن             | خروس وزن                             |
| ملیت            | فرانسوی                              |
| تاریخ تولد      | ۱ فروردین ۱۳۵۴ ۲۱ مارس ۱۹۷۵ ‏(۴۹ سال) |
| محل تولد        | بم                                   |
| نتایج           |                                      |
| برد             | ۸                                    |
| برد با ضربه فنی | ۱۹                                   |
| باخت            | ۳                                    |
| تساوی           | ۲                                    |

مهیار منشی‌پور (متولد ۱ فروردین ۱۳۵۴ در بم) بوکسور ایرانی-فرانسوی است که دارای چند دوره قهرمانی در مسابقات جهانی بوکس حرفه‌ای خروس وزن جهان است. وی از سال ۲۰۰۳ تا ۲۰۰۶ قهرمان دسته خروس‌وزن اتحادیه جهانی بوکس بود تا این‌که عنوان خود را به سومساک سیتچاتچاوال بوکسور تایلندی واگذار کرد.
او بوکس را از ۱۷ سالگی آغاز کرده و ملقب به تایسون کوچولو (به انگلیسی: Little Tyson) است.
مهیار منشی‌پور سال ۱۳۸۲ برای همدردی با زلزله‌زدگان بم و کمک به بازماندگان زلزله بم به ایران آمد.